# RK Lovćen
Rukometni klub Lovćen är en handbollsklubb från Cetinje i Montenegro, bildad 1949. Klubben har vunnit det dåvarande Serbien & Montenegros Prva Rukometna Liga 2 gånger, 2000 och 2001.

## Kända spelare (urval)
- Pero Milošević
- Alen Muratović
- Zoran Roganović
- Aleksandar Svitlica
- Veselin Vujović